# 富士山古墳 (壬生町)

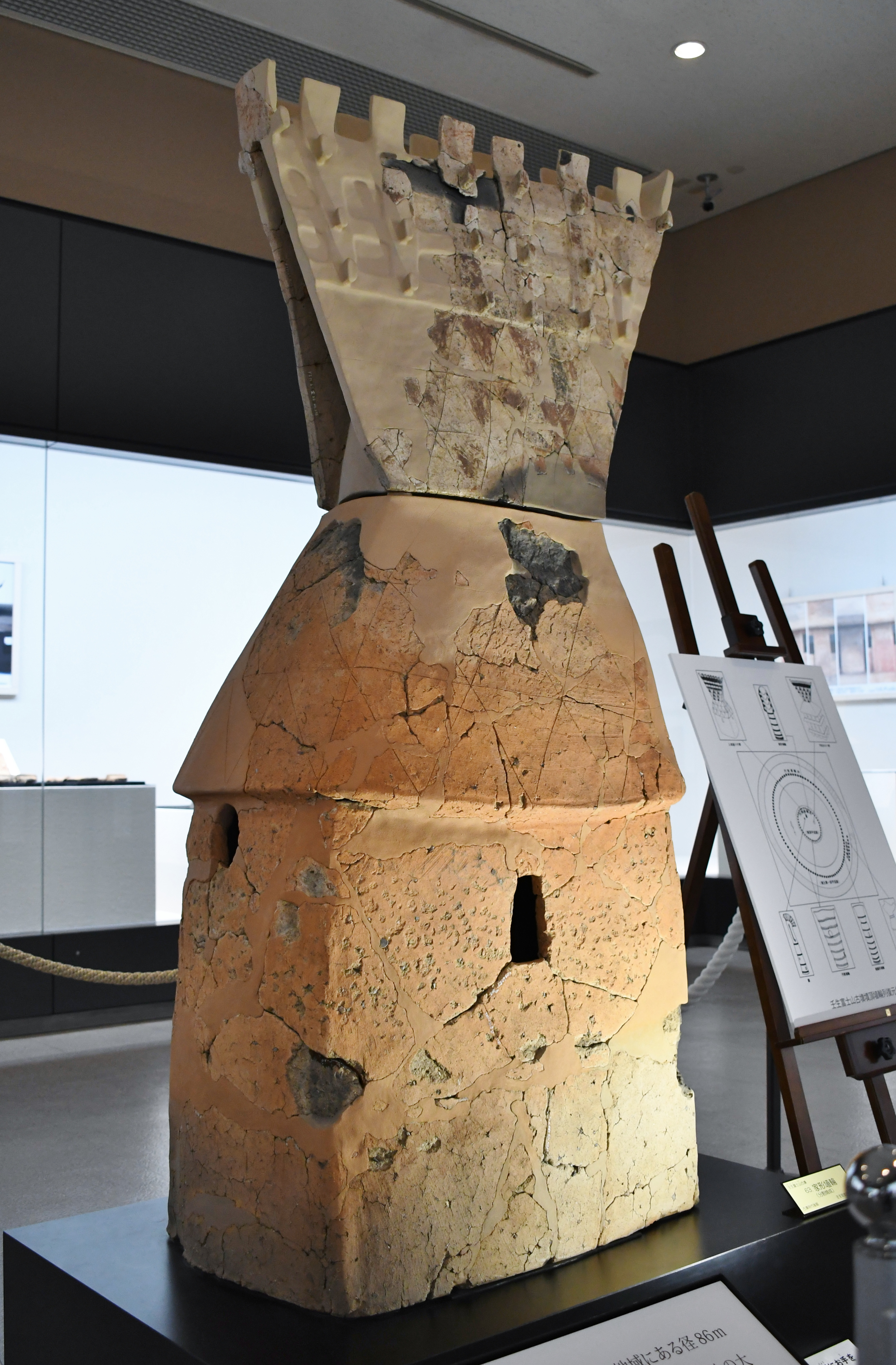
家形埴輪

富士山古墳（ふじやまこふん）は、栃木県下都賀郡壬生町大字羽生田にある古墳時代後期の円墳である。栃木県の史跡に指定されている。

## 概要
南北に延びる標高約100メートルの丘陵先端部に造られた円墳で、谷を挟んで西側の丘陵にある国指定史跡・羽生田茶臼山古墳と共に南の眼下に水田地帯を見下ろす位置に立地している。
発掘調査により円筒埴輪や形象埴輪が出土し、家形埴輪2棟は国内でも最大級のものだった。
本墳の築造時期は6世紀前半と考えられている。